# دوتي تشاند
دوتي تشاند (من مواليد 3 فبراير 1996) عداءة هندية محترفة وبطلة وطنية حالية في سباق 100 متر للسيدات. يعتبر تشاند أول متسابقة هندية تفوز بالميدالية الذهبية في سباق 100 متر في الألعاب الجامعية العالمية في نابولي 2016. وهي ثالث عداءة هندية تتأهل على الإطلاق لسباق 100 متر للسيدات في دورة الألعاب الأولمبية الصيفية. وفي عام 2018، فازت تشاند بالميدالية الفضية في سباق 100 متر للسيدات في دورة الألعاب الآسيوية في جاكرتا. كانت هذه أول ميدالية للهند في هذا الحدث منذ عام 1998. علاوة على ذلك، أصبحت أول عداءة هندية تفوز بالميدالية الذهبية في الألعاب الجامعية في عام 2019، حيث سجلت 11.32 ثانية في سباق 100 متر.